# Igor Rodnianski
Igor Rodnianski (russisch Игорь Роднянский, Igor Rodnjanski; * 28. April 1972 in Kiew) ist ein russisch-US-amerikanischer mathematischer Physiker und Mathematiker.
Rodnianski studierte an der Universität Sankt Petersburg mit dem Diplom-Abschluss in Physik 1996. Danach ging er in die USA, wo er 1999 bei Lev Kapitanski an der Kansas State University in Mathematik promoviert wurde (Pseudoholomorphic curves in almost complex manifolds). Er war ab 2000 Assistant Professor für mathematische Physik an der Princeton University und wurde 2011 Professor für Mathematik am Massachusetts Institute of Technology.
Rodnianski beschäftigt sich insbesondere mit hyperbolischen partiellen Differentialgleichungen (wie nicht lineare Wellengleichungen), (lineare und nichtlineare) Schrödingergleichungen und den Lösungen der Feldgleichungen der Allgemeinen Relativitätstheorie (AR) sowie mit Harmonischer Analysis. Mit Sergiu Klainerman untersuchte er Lösungen minimaler Regularität (Rough solutions) der Einsteingleichungen der AR. Mit Klainerman und Jérémie Szeftel bewies er 2015 die {\displaystyle L^{2}}-Krümmungsvermutung für das Anfangswertproblem der Einstein-Vakuumgleichungen von Klainerman. Mit Hans Lindblad gab er einen neuen Beweis der globalen Stabilität der Minkowski-Raum-Zeit (ursprünglich von Demetrios Christodoulou und S. Klainerman).
Mit Pierre Raphaël, Frank Merle und Jérémie Szeftel fand er Anfangsbedingungen für Lösungen mit endlicher Energie der zwei- und dreidimensionalen Navier-Stokes- und Euler-Gleichungen für kompressible Flüssigkeiten mit blow up in endlicher Zeit an einem Punkt (Implosion mit unendlicher Dichte).
2002 wurde er Long Term Prize Fellow des Clay Mathematics Institute. 2006 war er Invited Speaker auf dem Internationalen Mathematikerkongress in Madrid (The Cauchy Problem in General Relativity). 2011 erhielt er den Fermat-Preis für seine Arbeiten über die mathematische Struktur der Lösungen der Gleichungen der AR. Für 2023 wurde Rodnianski der Bôcher Memorial Prize zugesprochen. Ebenfalls 2023 erhielt er den Clay Research Award.

## Schriften (Auswahl)
Außer den in den Fußnoten zitierten Schriften:
- mit Klainerman: Rough solutions of the Einstein-vacuum equations, Annals of Mathematics, Band 161, 2005, S. 1143–1193
- mit Klainerman: The causal structure of microlocalized rough Einstein metrics, Annals of Mathematics, Band 161, 2005, S. 1195–1243
- mit Dafermos: A new physical-space approach to decay for the wave equation with applications to black hole spacetimes, 16.Int.Congress Math.Phys.,Prag 2009, Arxiv
- mit Klainerman: On the formation of trapped surfaces, Acta Mathematica, Band 208, 2012, S. 211–333
- mit Hans Lindblad: The global stability of Minkowski space-time in harmonic gauge, Annals of Mathematics, Band 171, 2010, S. 1401–1477, Arxiv
- mit Hans Lindblad: Global existence for the Einstein vacuum equations in wave coordinates, Comm. Math.Phys., Band 256, 2005, S. 43–110, Arxiv
- mit Dafermos: The black hole stability problem for linear scalar perturbations, in: T. Damour (Hrsg.), 12. Marcel Grossmann Meeting, World Scientific 2011, Arxiv
- mit Dafermos: Lectures on Black Holes and Linear Waves, 17. Clay Math. Proc., American Math. Soc.,  2013, S. 97–205, Arxiv
- mit Terence Tao: Effective limiting absorption principles, and applications, Comm. Math. Phys., Band 333, 2015, S. 1–95, Arxiv
- mit Terence Tao: Long-time decay estimates for Schrödinger equations on manifolds, Annals of Math. Studies 163, 2007, S. 223–253
- mit Mihalis Dafermos: Decay for solutions of the wave equation on Kerr exterior spacetimes, Teil III: The full subextremalcase |a|<M, Annals of Mathematics, Band 183, 2016, S. 787–913, Arxiv Preprint
- mit Jared Speck:  A regime of linear stability for the Einstein-scalar field system with applications to nonlinear Big Bang formation, Annals of Mathematics, Band 187, 2018, S. 65–156, Arxiv